# Casa del Mayorazgo (Barbadillo de Herreros)
La casa del Mayorazgo o casa palacio de los Sedano es una casa solariega del siglo XVIII situada en la localidad burgalesa de Barbadillo de Herreros (España).
Fue construida por Damián de Sedano en el lugar que ocupaba una anterior de los Manrique de Lara. El edificio de tres plantas absorbió también otros dos colindantes. Su rehabilitación terminó en 2015 para ser usada como albergue municipal. En el siglo XIX albergó el Honrado Concejo de la Mesta.
Durante 20 años estuvo cedido al ayuntamiento de San Sebastián por un convenio de alquiler para ser usada para campamentos y colonias de jóvenes. El ayuntamiento de San Sebastián realizó una intervención sobre el edificio en los años 1980. Posteriormente fue alquilado a particulares. Finalmente pasó a ser gestionado por el ayuntamiento del municipio.